# 米洛斯拉夫·赫魯伯
米洛斯拉夫·赫魯伯（Miroslav Holub），又譯侯祿布、霍魯布 （1923年9月13日—1998年7月14日）是捷克詩人、免疫學家。
二戰後，他就讀布拉格大學醫學院。
他在二戰末開始寫詩。

## 外部連結
- 科學詩人侯祿布，王實貫，中國時報 930515 （页面存档备份，存于）
- 身後餘生 （页面存档备份，存于）
- 赫魯伯詩選[永久]（零度空間 BBS 精華區）